# Deserto (canção)
"Deserto" é uma canção da dupla Thaeme & Thiago do álbum Perto de Mim. Foi lançada como segundo single do álbum no dia 5 de março de 2013.

## Videoclipe
A dupla lançou no dia 17 de abril de 2013 um clipe para a música, o vídeo foi dirigido por Jacques Junior, a gravação foi feita nas Dunas em Santa Catarina. O vídeo é romântico e retrata a vida de um casal, que se separa, e a garota sofre com o distanciamento.
| “ | “Foi uma delícia gravar o clipe, escolhemos um lugar lindo e tentamos traduzir o que a canção significa" | ” |

, declarou Thaeme.

## Lista de faixas
| Download digital |           |         |  |
| N.º              | Título    | Duração |  |
| 1.               | "Deserto" | 4:06    |  |

## Desempenho nas tabelas musicais
| Tabela musical (2013)                     | Melhor posição |
| ----------------------------------------- | -------------- |
| Brasil - Billboard Brasil Hot 100 Airplay | 7              |